# Le Mesge
Le Mesge är en kommun i departementet Somme i regionen Hauts-de-France i norra Frankrike. Kommunen ligger i kantonen Picquigny som tillhör arrondissementet Amiens. År 2022 hade Le Mesge 148 invånare.

## Befolkningsutveckling
Antalet invånare i kommunen Le Mesge
| Referens: INSEE |